# Tower Subway

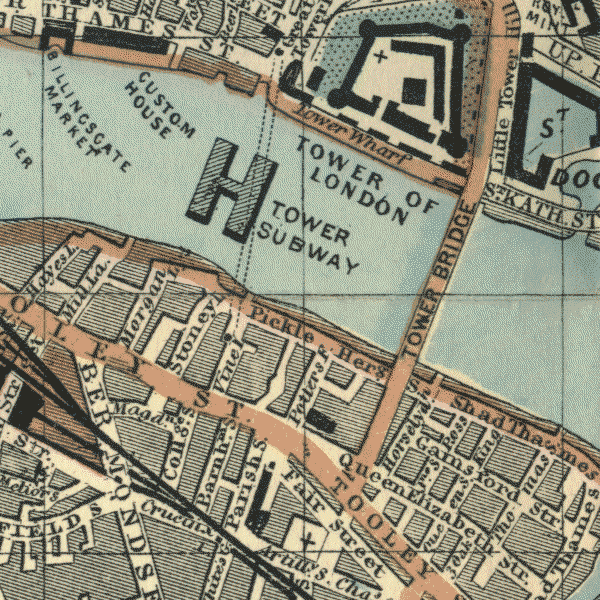
Emplacement du Tower Subway (1895)

Le Tower Subway (Tunnel de la Tour) est un tunnel sous la Tamise dans le centre de Londres, près — comme son nom l'indique— de la Tour de Londres. Son tracé relie Tower Hill sur la rive nord et Vine Lane (Tooley Street) au sud. Sa méthode de construction novatrice a introduit un modèle pour le percement du City & South London Railway en 1890, la première ligne du Tube, le métro de Londres dont les tunnels sont tubulaires.
Le tunnel est appelé souterrain selon l'usage de l'anglais britannique, qui indique un tunnel piéton, contrairement au mot américain subway qui signifie métro.
Il est parfois cité comme le premier chemin de fer de type tube au monde, bien qu'il ne soit pas le premier métro souterrain. Toutefois, ce système de transport sur une courte distance, utilisant un seul véhicule actionné par une machinerie fixe, serait plus judicieusement appelé un ascenseur horizontal.

## Origines du Tower Subway

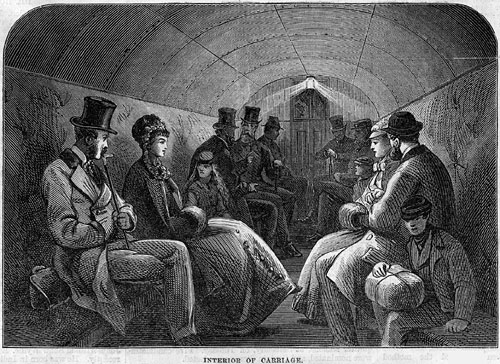
L'intérieur de l'ancien véhicule

La construction du Tower Subway a été décidée par une loi du Parlement promulguée en 1868, qui a créé la Tower Subway Company avec trois administrateurs et un capital de 12 000 £. Toutefois, au début, personne ne fut disposé à entreprendre les travaux, en raison des difficultés et des frais immenses rencontrés par le Thames Tunnel de Marc Isambart Brunel.
Toutefois, James Henry Greathead, alors âgé de 24 ans, répond à l'appel d'offres pour la construction du tunnel et des rampes l'accès pour la somme de 9 400 £, avec Peter Barlow et son fils Peter W. Barlow Jr. comme ingénieur résident qui conçoit et construit le tunnel en 1869-1870. En collaboration avec M. Barlow, il a conçu un bouclier de creusement de tunnel cylindrique en fer forgé, le bouclier Barlow-Greathead, ce qui a grandement amélioré le bouclier mis au point par Marc Isambard Brunel pour la construction du Thames Tunnel.
Le bouclier de Greathead était effectivement un cylindre en fer forgé de même diamètre - 7 pieds 3 pouces (2,2 m) - que le tunnel. Lors de la progression de l'excavation, il est forcé vers l'avant par un système de vis manuelles et sert à la fois comme un anneau de coupe en forme et à la protection des ouvriers. Il mesurait 4 pieds 9 pouces (1,4 m) de long, 0,5 pouce (13 mm) d'épaisseur, et pesait 2 125 tonnes. Contrairement au grand bouclier de Brunel rectangulaire et lourd, il pesait 120 tonnes et avançait en un seul bloc. Le bouclier comportait un léger cône à l'avant pour réduire le frottement avec l'argile environnant, et l'avant du cylindre était renforcé par un anneau de fonte boulonné à celui-ci derrière lequel était placé un diaphragme, ou cloison avec une écoutille par laquelle les travailleurs pouvaient passer à l'avant.
Les travaux sur le Tower Subway ont débuté en février 1869, avec le forage des puits d'entrée de chaque côté de la rivière à des profondeurs légèrement différentes. Le puits nord à Lower Thames Street sur Tower Hill est profond de 60 pieds (18 m), tandis que, sur la rive sud à la vigne Lane, il est de 50 pieds (15 m) de profondeur. Les deux puits ont été équipés d'ascenseurs à vapeur utilisés pour le transport de passagers. Le tunneling lui-même, commencé en avril et terminé en décembre, a été perturbé par une couche instable d'argile de Londres à 22 pieds (6,7 m) en dessous du lit de la rivière, et au-dessous des dépôts alluvionnaires fins qui avaient entravé Brunel dans la construction du Thames Tunnel à quelques kilomètres en aval. Cela, et la plus grande simplicité du projet - le volume d'excavation était seulement d'un vingtième de celui du Thames Tunnel - a permis une avancée très rapide. La sous-section du fleuve a été achevée en seulement quatorze semaines et l'ensemble du tunnel a été construit en moins d'un an, marquant une grande amélioration par rapport au laborieux chantier du Thames Tunnel. Il a également marqué une avancée technique significative : pour la première fois, la fonte plutôt que la brique a été utilisée pour la construction du tunnel, des segments étaient mis en place derrière le bouclier de tunneling dès son avancée afin que les vérins à vis puissent prendre appui dessus.
Le tunnel était à l'origine destiné à fournir un service de passagers sous la rivière. Un petit téléphérique (surnommé omnibus par les opérateurs du tunnel), transportait un maximum de 12 passagers d'un bout à l'autre d'une traite, 450 yards (410 m) de long et 7 pieds (2,1 m) de diamètre, sur 2 pieds 6 pouces (760 mm). Le voyage, alimenté par un 4 ch (3 kW) moteur à vapeur fixe sur le côté sud du tunnel, prenait environ 70 secondes. En raison de son exiguïté et de sa faible capacité, le tunnel s'est révélé non rentable dès sa mise en service le 2 août 1870. Le service n'a duré que trois mois seulement. Trop peu de passagers ayant été transportés, la vitesse du transport étant trop lente, la Tower Subway a été mise en faillite en novembre 1870.
Le tunnel a été ensuite converti en un passage pour piétons après retrait de la navette et de la machine à vapeur. Un éclairage au gaz a été installé et les ascenseurs de charge ont été remplacés par des escaliers en spirale. C'est devenu un moyen très populaire de traverser la rivière, avec une moyenne de 20 000 personnes par semaine (un million par an) à un coût d'un demi penny dans chaque sens « Ses principaux utilisateurs auraient été les classes qui étaient entièrement tributaires des ferries ».
En septembre 1888, le tunnel a brièvement atteint une certaine notoriété après qu'un homme brandissant un couteau ait été vu dans le tunnel au moment où Jack the Ripper commettait des meurtres dans la ville voisine de Whitechapel.
Le Tower Subway a finalement été remplacé par le Tower Bridge, qui a été construit à quelques centaines de mètres en aval et ouvert en 1894. Cela a provoqué une chute immédiate dans les revenus du tunnel car le pont, à la différence du tunnel, fournissait un moyen de passage sans frais. Il n'y avait donc plus aucune incitation à utiliser le tunnel. En 1897, le Parlement a promulgué une loi autorisant la vente du tunnel à la London Hydraulic Power Company (en) pour 3 000 £, et enfin le tunnel a été fermé au trafic voyageurs en 1898.

## Références au tunnel

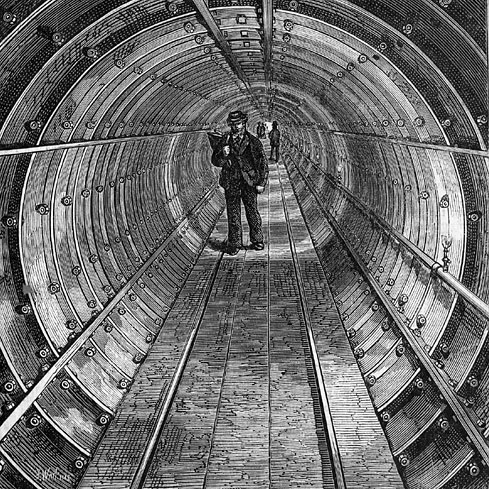
Tower Subway en 1870.

## Le tunnel aujourd'hui

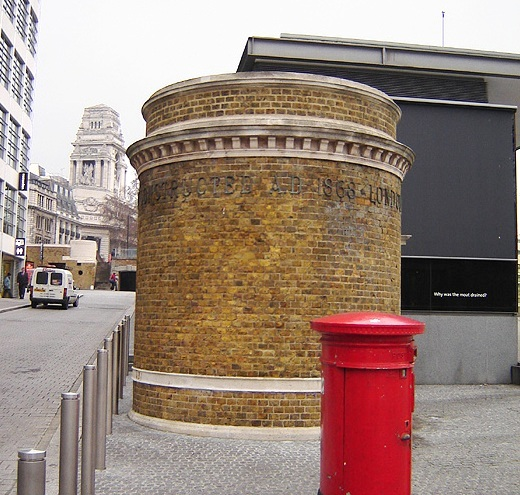
Entrée nord du Tower Subway à Tower Hill. (January 2006). L'inscription indique : "CONSTRUCTED A.D. 1868 · LONDON".